# Dôme de Rochefort
El Dôme de Rochefort  és una muntanya de 4.015 metres que es troba entre les regions de l'Alta Savoia a França i la Vall d'Aosta a Itàlia.

## Primeres ascencions
- Vessant sud-oest: Karl Blodig i Max Horten, el 9 d'agost de 1903.
- Vessant nord-est: Jean Reymond Leininger i Pierre Madeuf, el 4 d'agost de 1937.